# Prisionero X2
El llamado Prisionero X2 (en hebreo: האסיר איקס 2‎) era un nombre provisional de un agente del Mosad (descrito como un "importante operativo") que habría sido encarcelado en secreto en Israel en el año 2004, tras ser condenado por traición (supuestamente por espiar para Irán).
Los detalles de un "segundo Prisionero X" recluido en secreto en la prisión de Ayalon surgieron en 2013, tras la revelación de la muerte de Ben Zygier. El entonces ministro de Asuntos Exteriores, Avigdor Lieberman, que presidía la Comisión de Defensa y Asuntos Exteriores de la Knéset, dijo a los miembros del parlamento que el caso era "extremadamente grave", pero que se estaban defendiendo los derechos del preso. El abogado israelí Avigdor Feldman describió este caso como "una terrible violación de la seguridad", y "mucho más grave, sensacional, sorprendente y fascinante que el caso de Zygier". El caso se mantuvo en secreto en Israel, y los informes sobre él se eliminaron de los sitios de noticias israelíes.
En mayo de 2018, Richard Silverstein, de Tikun Olam, citando el trabajo de Amir Oren con Walla!, informó que el prisionero X2, aún sin identificar, había sido puesto en libertad.